# Adolf Nilsen
Adolf Nilsen, norveški veslač, * 3. marec 1895, Stavanger, Norveška, † oktober 1983, Westminster, Kolorado, ZDA.
Nilsen je za Norveško nastopil v osmercu na Poletnih olimpijskih igrah 1920 v Antwerpnu in s tem čolnom osvojil bronasto medaljo.